# 銀ノ橋倫
銀ノ橋 倫（ぎんのばし りん、11月17日 - ）は、日本の漫画家。東京都出身。血液型はB型。2007年から小学館の『Sho-Comi』にて執筆中。

## 来歴・人物
2007年、小学館新人コミック大賞にて佳作を受賞。同年『Sho-Comi』増刊8月15日号にて掲載された「立入禁止・ルーム」でデビュー。
『Sho-Comi』本誌初掲載作品は、2008年2号に掲載された「あまいあまいキスをして。」。
自身のペンネームについて、読みがよく「ぎんのはし りん」だと間違われやすいが、正しくは「ぎんのばし りん」であると述べている。
それと同時に、ペンネームを決めるのに時間がかかり、デビュー前は数回ペンネームを変えていることも明かしている。
動物が大好きで自身も愛犬を可愛がっており、漫画家とは別に動物保護のボランティア活動にも参加している。

## 作品一覧
- 立入禁止・ルーム（2007年『Sho-Comi』増刊8月15日号） - デビュー作
- キミの涙（2007年『Sho-Comi』増刊12月15日号）
- 華十字の時（2008年『Sho-Comi』増刊4月15日号）
- 只今、診察中（2008年『Sho-Comi』増刊10月15日号）
- あまいあまいキスをして。（2008年『Sho-Comi』本誌2号、同年『ポシェット』9月号） - 本誌初掲載作
- 男の子なんてお断り（2009年『Sho-Comi』増刊2月14日号）
- 命令、キミを離さない（2009年『Sho-Comi』本誌8号）
- 先輩のトクベツ（2009年『Sho-Comi』増刊6月15日号）
- ペットは主人を甘やかす（2009年『Sho-Comi』本誌15号・別冊付録）
- キミを抱くのはこの後で（2009年『Sho-Comi』増刊8月15日号）
- イジめて、先生（2009年『Sho-Comi』本誌17号・別冊付録）
- 奪う…ココロ（2009年『Sho-Comi』増刊10月15日号）
- ドキ2の嵐（2009年『Sho-Comi』増刊12月15日号）
- 先生と、恋と、貧乏と。（2010年『Sho-Comi』増刊8月15日号）
- 狼と恋に堕ちる（2010年『Sho-Comi』増刊10月15日号）
- お兄ちゃん、キスして下さい。（『女の子は恋をすると妄想しちゃうんです』描き下ろし作品）
- 極・女道（2011年『Sho-Comi』増刊2月15日号）
- 男子寮で秘密のkiss（2011年『Sho-Comi』増刊4月15日号）
- オレの指先で君を奏でる（2011年『Sho-Comi』増刊6月15日号）
- 草食男子お断り!?（2011年『Sho-Comi』増刊8月15日号）
- 意地悪ゲーム（2012年『Sho-Comi』増刊2月14日号）
- 耳に響くキミの声〜猫恋まつり〜（『獣だもの』描き下ろし作品）
- ねえ、触っていいですか?（2012年『Sho-Comi』増刊8月15日号）

## 刊行作品

### オムニバス作品
- 先生〜これが、恋ですか?〜
  - 「只今、診療中」収録
- 犬彼キュート
  - 「ペットは主人を甘やかす」収録
- 女の子は恋をすると妄想しちゃうんです
  - 「お兄ちゃん、キスして下さい。」収録
- 獣だもの
  - 「耳に響くキミの声〜猫恋まつり〜」収録
- エッチしちゃうの!?…コイビトだから!
  - 「ねえ、触っていいですか?」収録